# Vishal Sewkaransing
Vishal Sewkaransing is een Surinaams activist en politicus. Hij nam deel aan de protestacties van Wij Zijn Moe(dig) en Maisha Neus.

## Biografie
Sewkaransing is ICT'er van beroep. Hij nam deel aan de protesten tegen het regeringsbeleid tijdens het tweede kabinet-Bouterse die werden georganiseerd door Curtis Hofwijks van Wij Zijn Moe(dig) en Maisha Neus. Toen Neus de politieke partij STREI! oprichtte, besloot hij zich daarbij aan te sluiten om via de politiek verandering in het land te kunnen brengen.
Op sociale media circuleren veel foto's van hem waarop hij borden draagt met markante uitspraken. In een interview met het Dagblad Suriname gaf hij aan dat hier veel bewerkte foto's van een vriend tussen zitten. Door memes als "Als je wilt dat Diamond betaalbaar wordt," "Als je geen bedelaar (meer) wilt zijn" en "Om nog een side chick te kunnen permitteren" steeg zijn populariteit op Facebook. Hoewel dit niet zijn teksten waren, voorspelde hij in het interview niettemin: "Als je op mij stemt, dan heb je extra entertainment."
Hij hoopt dat de memes op social media mensen aan het denken zetten over de onderliggende boodschap over de economie van Suriname. Economie gaat voor hem niet alleen over termen als 'vooruitgang' en de beschikbaarheid van 'aardappelen en uien'. Die heeft volgens hem ook te maken met 's avonds "een beetje uitgaan, ... vertier en je hersenen een beetje tot rust brengen."
Tijdens de verkiezingen van 2020 kandideerde hij voor STREI! op plaats 2 van het district Wanica. Zijn partij wist echter geen zetels te verwerven.